# Vergeten wacht
Vergeten wacht is een hoorspel van Giles Cooper. Mathry Beacon werd op 18 juni 1956 door de BBC uitgezonden. Ad Angevaare vertaalde het en de KRO zond het uit in het programma Dinsdagavondtheater op dinsdag 23 januari 1968, van 20.35 tot 22.00 (met een herhaling op dinsdag 17 juli 1973). De trompetimprovisaties waren van C. Smal. De regisseur was Léon Povel.

## Rolbezetting
- Tonny Foletta (luitenant)
- Hans Veerman (Blick)
- Jip Sterman (Olim)
- Eva Janssen (Rita)
- Hans Karsenbarg (Evans)
- Hetty Berger (Betsy)

## Inhoud
De auteur schildert het verhaal van enkele Engelse soldaten en helpsters, die op een heuvel aan de kust het een of ander stuk luchtafweergeschut bedienen. Daar leven ze van de buitenwereld afgesneden en organiseren, daar de dienst hen niet geheel in beslag neemt, een kleine gemeenschap op zichzelf. Dat de oorlog voorbij is, vernemen ze - van de enige die het weet - pas tien jaar later. Intussen beleefden ze op de Mathry-heuvel een moderne robinsonade, bouwden een boerderij uit, beminden en plantten zich voort. Maar hoe kunnen ze in de ordening van een normale wereld terugkeren?